# Gammaracanthus
Gammaracanthus är ett släkte av märlkräftor som lever både i söt- och saltvatten. Den svenska sjösyrsan ingår i detta släkte.
Gammaracanthus är enda släktet i familjen Gammaracanthidae.

## Arter[1]
- Gammaracanthus aestuariorum
- Gammaracanthus lacustris (sjösyrsa)
- Gammaracanthus loricatus
- Gammaracanthus caspius